# Elisa Reverter i López
Elisa Reverter i López (Badalona, 1917-2009) va ser una artista i política catalana.
De jove es va exiliar a França al final de la Guerra Civil, un fet que va testimoniar en el llibre autobiogràfic, Dones a l’infern, editat per Columna-Edicions de l’Eixample, el 1995, on narra el seu exili i internament als camps de concentració per a dones de Couizà-Moutazels, a Carcassona (departament de l’Aude) i la regió del Llenguadoc-Rosselló, al sud de França.
Catalanista i militant de Convergència Democràtica de Catalunya, va ser regidora de Patrimoni Cultural de l'Ajuntament de Badalona durant el primer ajuntament democràtic. A més de la seva faceta política, també es va en l'àmbit artístic, especialment es va dedicar a l'escultura i al dibuix artístic. Va treballar per recuperar la masia de can Miravitges i va ser la responsable de portar la Venus de Badalona de retorn a la ciutat. L'artista era propietària i vivia a la masia de can Butinyà.
Va morir l'abril de 2009 als 92 anys a causa d'una insuficiència renal al Centre Sociosanitari del Carme. El funeral es va celebrar el diumenge 19 d'abril en una cerimònia íntima, reservada a la gent propera. El 26 d'abril va ser homenatjada a casa seva, on descansen les seves cendres. Després de la seva mort, l'Ajuntament de Santa Coloma de Gramenet va adquirir els drets de compra de la masia.
El 2011 la plataforma Anastàsies Badalona, integrada per dones amb inquietuds culturals, va organitzar unes jornades sobre Dona Cultura Badalona a l'Espai Betúlia a can Casacuberta centrades en la figura d'Elisa Reverter amb diverses ponències de persones que van conèixer l'artista, entre el seu nebot Xavier Lacort i Paco Escudero, que va glossar tota la seva tasca durant el període del primer ajuntament democràtic. El 2017, amb motiu del centenari del seu naixement, el Museu de Badalona li va dedicar una exposició.